# Клингер, Иван Андреевич
Иван Андреевич Клингер (1815 — 27 марта 1897, Льгов, Курская губерния) — генерал-майор русской армии, командир 80-го пехотного Кабардинского полка, музыкант и композитор, писатель-мемуарист, автор первого описания чеченского музыкального фольклора.

## Биография
Родился в 1815 году в семье офицера, австрийского колониста А. Я. Клингера. Его матерью была Екатерина Шелинг-Мейснерова.
В детстве научился играть на 6-струнной гитаре и впоследствии достиг в этом виртуозного мастерства.
В 1844 году начал военную службу. Был направлен на Кавказский фронт. В июле 1847 года был захвачен чеченцами в плен недалеко от почтовой станции Старогладовской и доставлен в село Оспан-Юрт. Пробыл в плену два с половиной года. Здесь он выучил чеченский язык, а виртуозная игра на гитаре снискала ему уважение чеченцев.
В 1856 году в газете «Кавказ» были опубликованы его воспоминания, которые в 1869 году были перепечатаны журналом «Русский архив». Впоследствии им была издана книга «Быт и нравы чеченцев». Клингер одним из первых сделал нотные записи чеченских песен.
В 1857—1859 годах подполковник Клингер был командиром 20-го стрелкового батальона, а в 1859—1864 годах в звании полковника командовал 80-м пехотным Кабардинским полком. В 1867 году ушёл в отставку в звании генерал-майора. В 1877 году он переехал из Петербурга в Харьков.
В конце 1870-х годов переехал в Курск, где вместе с другим энтузиастом Юлием Штокманом организовал кружок гитаристов. В последние годы жизни из-за болезни рук он вынужден был оставить игру на гитаре. Незадолго до смерти он переехал к своему армейскому товарищу в Льгов, где и был похоронен.
После его смерти осталась 21 тетрадь его музыкальных сочинений на русские темы, которые впоследствии были опубликованы Иосифом Юргенсоном и другими издателями.